# Kraj Kamtsjatka
De kraj Kamtsjatka (Russisch: Камчатский край, Kamtsjatski kraj) is sinds 1 juli 2007 een kraj van Rusland. De kraj is het resultaat van een referendum op 23 oktober 2005, waarbij een meerderheid van de bevolkingen van de oblast Kamtsjatka en Korjakië aangaven samen te willen gaan. De kraj is genoemd naar het gelijknamige schiereiland.
Het klimaat is er koud en vochtig. Aanwezige grondstoffen in de kraj zijn steenkool, goud, mica, pyriet en aardgas.
De bevolking bestaat uit ongeveer 360.000 mensen (2002) en is sterk aan het dalen. Ze bestaat voornamelijk uit Russen. De grootste minderheidsgroep zijn de Korjaken. De 13.000 Korjaken wonen vooral in het voormalige autonome district Korjakië in het noorden van Kamtsjatka.
De meeste bewoners leven in het bestuurlijke centrum Petropavlovsk-Kamtsjatski. Werkgelegenheid wordt vooral verschaft door de visserij, houtkap, toerisme (een groeiende industrie) en het leger. Er is nog steeds een grote militaire aanwezigheid op het schiereiland.

## Geschiedenis
Rusland claimde het schiereiland Kamtsjatka in de 17e eeuw. Diverse Russische ontdekkingsreizigers waaronder de Kozakken Ivan Kamtsjaty, Semjon Dezjnjov en Ivan Roebetz maakten reizen naar het gebied en keerden terug met verhalen over een land van vuur, rijk aan vis en bont.
In 1697 leidde Vladimir Atlasov een groep Kozakken om het schiereiland te verkennen en te koloniseren. Hij bouwde twee forten langs de rivier de Kamtsjatka, die handelsposten werden voor Russische bonthandelaren.
De Kozakken voerden een genadeloos bewind over de oorspronkelijke bewoners. Het liep zo uit de hand dat de overheden in Jakoetsk Atlasov terugstuurden om het gezag te herstellen. Hij werd echter in 1711 gedood door de Kozakken, waardoor Kamtsjatka een zelf-besturende regio werd met minimale Russische invloed. Tegen die tijd leefden er ongeveer 500 Kozakken in het gebied.
De wreedheid van de Kozakken leidde tot een opstand van de lokale bevolking, die bloedig werd neergeslagen. De lokale bevolking werd door al deze ontberingen flink gedecimeerd, en zou spoedig in aantal overvleugeld worden door het stijgende aantal Russische kolonisten.
Door de stichting van Petropavlovsk-Kamtsjatski in 1740 door de Deense ontdekkingsreiziger Vitus Bering werd Kamtsjatka voor verdere kolonisatie geopend.
Tijdens de Krimoorlog vielen de Fransen en de Britten in 1857 de stad Petropavlovsk-Kamtsjatski aan. Tot hun verrassing hielden de verdedigers, die met 988 mensen en slechts 68 kanonnen in de minderheid waren tegenover 6 schepen met 206 kanonnen en 2540 soldaten, hardnekkig stand. Ondanks deze heroische strijd werd Petropavlovsk als strategische post verlaten. Bij een nieuwe aanval in het volgende jaar troffen de vijandelijke troepen slechts een verlaten stad aan. Uit frustratie schoten zij de stad helemaal in gruzelementen.
De volgende vijftig jaren waren moeilijke jaren voor Kamtsjatka. De militaire vloot werd verplaatst naar Nikolajevsk aan de Amoer, en in 1867 werd Alaska aan de Verenigde Staten verkocht. Hierdoor werd Petropavlovsk overbodig als overslagpunt voor handelaren en reizigers op weg naar Amerika. In 1875 werden de Koerilen met Japan geruild voor Sachalin.
Petropavlovsk werd tijdens de Russisch-Japanse Oorlog in 1905 gebombardeerd door twee Japanse oorlogsschepen. De stad werd opnieuw verlaten als onverdedigbaar. De Japanners verlieten het schiereiland uiteindelijk in 1927. De Tweede Wereldoorlog had nauwelijks invloed op Kamtsjatka, behalve dat het als vertrekpunt werd gebruikt voor de verovering van de Koerilen in 1945.
Na de oorlog werd Kamtsjatka uitgeroepen tot militaire zone, en bleef voor gewone Russen verboden gebied tot 1989. Een jaar later werd het gebied ook opengesteld voor buitenlanders.
Op 23 oktober 2005 stemden de bewoners van oblast Kamtsjatka en Korjakië door middel van een referendum in met de bestuurlijke samenvoeging van de beide gebieden.

## Bestuurlijke indeling
De kraj bestaat uit drie stedelijke districten (Petropavlovsk-Kamtsjatski, Palana en de gesloten stad Viljoetsjinsk) en 11 gemeentelijke districten:

## Etniciteit
Naast Russen en Oekraïners wonen er ook een aantal groepen minderheden. Van deze groepen spreekt een aantal aparte dialecten of talen. Veel van deze talen worden echter niet erkend door de Russische overheid en dreigen alzo mogelijk te verdwijnen. Een aantal van deze minderheden wonen ook in andere gebieden binnen Rusland.
| Volk        | Taal            |
| ----------- | --------------- |
| Korjaken    | Korjaaks        |
| Tsjoektsjen | Tsjoektsjisch   |
| Evenen      | Eveens, Jakoets |
| Itelmenen   | Itelmeens       |
| Aleoeten    | Aleoetisch      |

Van de Aleoeten is bekend dat ze vooral leven op de Komandorski-eilanden in het district Aleoetski en dat er bijna geen echte sprekers van de Aleoetische taal meer zijn. De Aleoeten spreken nu vooral Russisch.

## Afbeeldingen

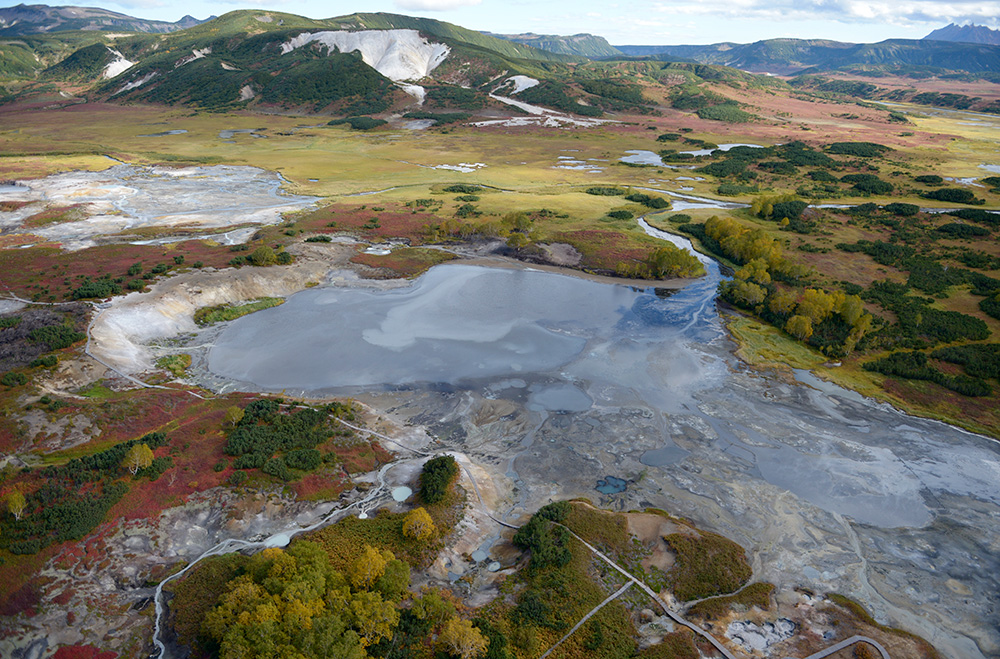
Het meer Chloridnoe in Oezon
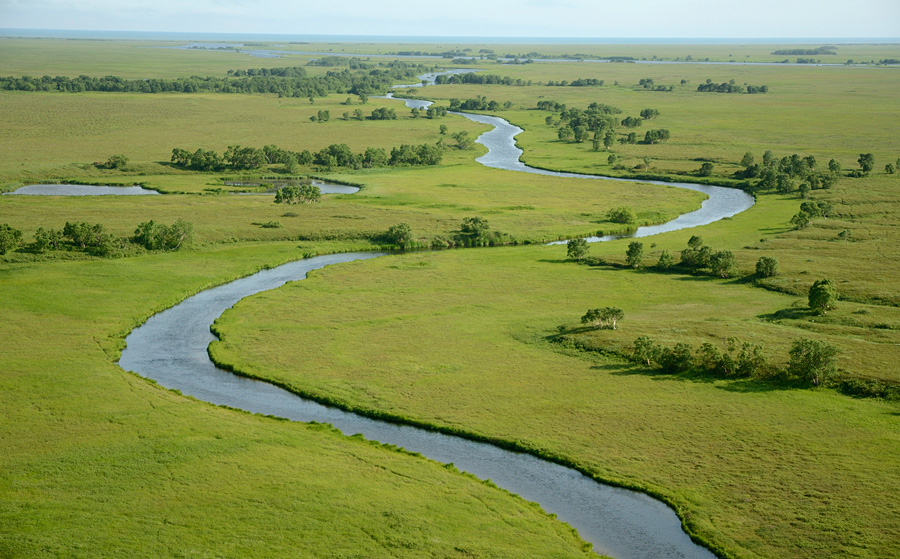
De rivier Khrukinka
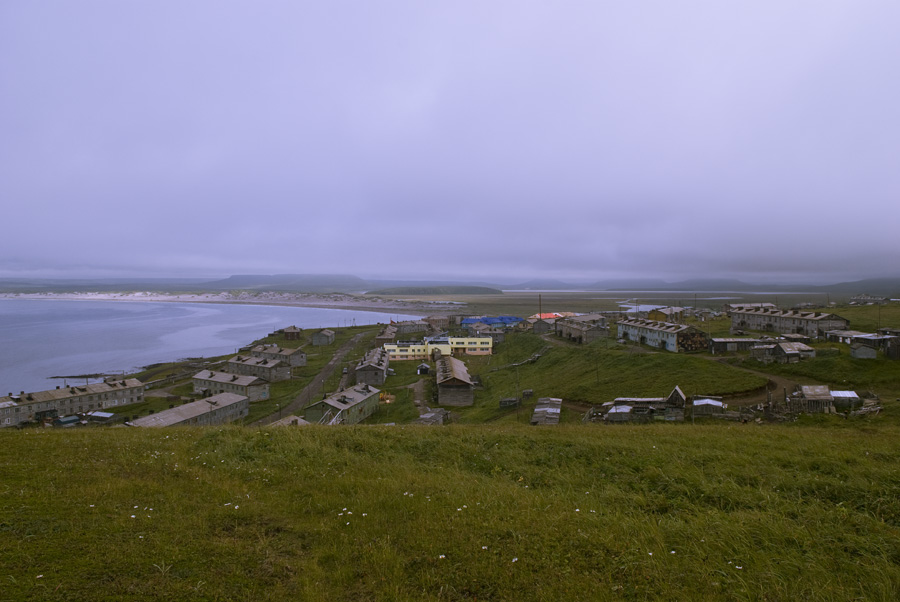
Het dorp Nikolskoe op de Komandorski-eilanden
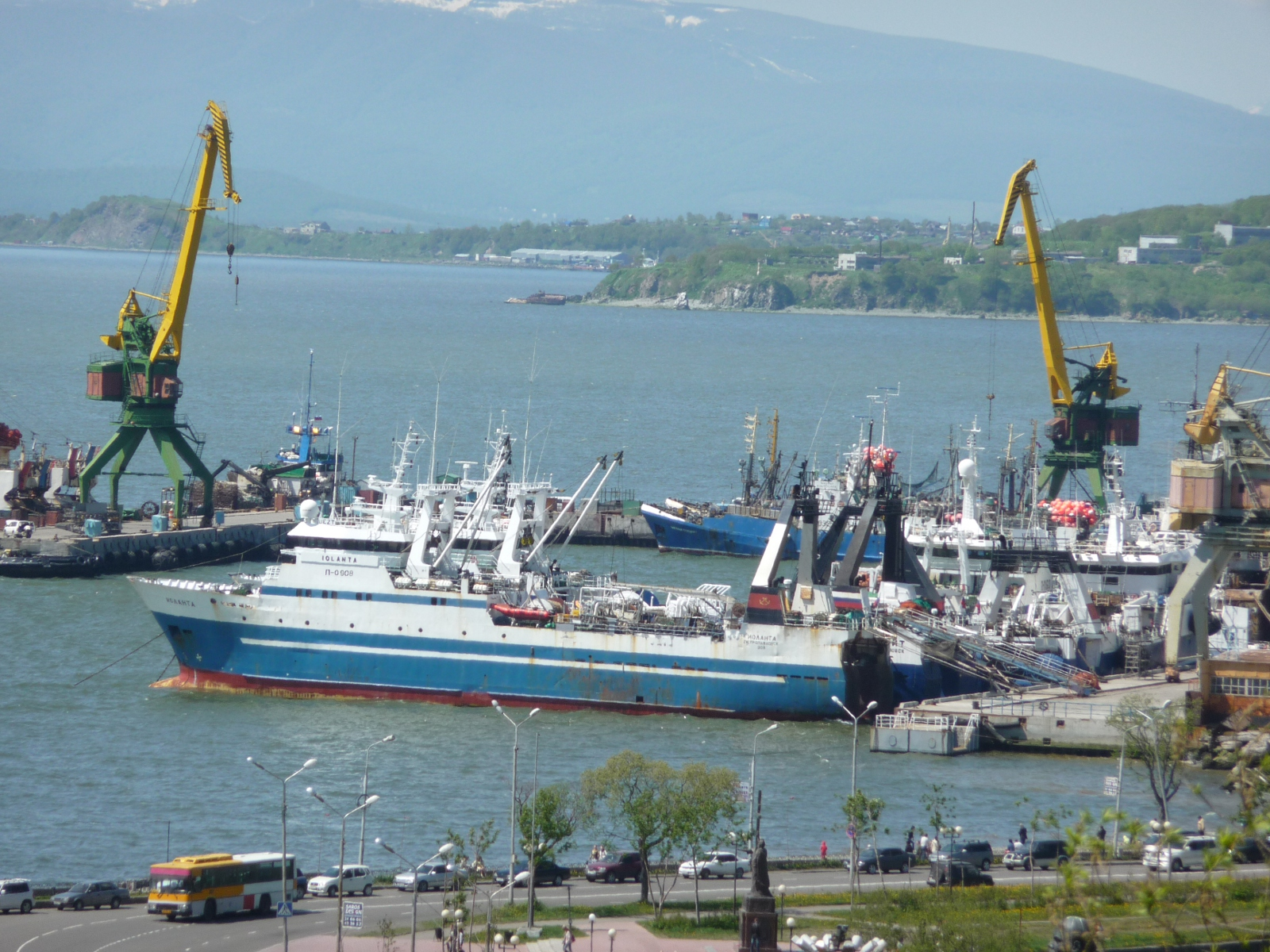
Haven van Petropavlovsk-Kamtsjatski